# New York Lizards
I New York Lizard (fino al 14 dicembre 2012 noti come Long Island Lizards) sono una squadra professionistica di lacrosse, facente parte della Major League Lacrosse, con sede a Hempstead, New York, USA. Ha vinto il campionato nel 2001 e nel 2003, inoltre hanno perso due finali, nel 2005 e nel 2012.